# Ведран Єше
Ведран Єше (хорв. Vedran Ješe, нар. 3 лютого 1981, Баня-Лука) — хорватський футболіст, що грав на позиції захисника.
Виступав, зокрема, за «Загреб», з яким став чемпіоном Хорватії, а також національну збірну Хорватії.

## Клубна кар'єра
Народився 3 лютого 1981 року в місті Баня-Лука, нині місто в Боснії та Герцеговині, але є вихованцем футбольної школи хорватського клубу «Загреб». Там грав у юніорських командах, а потім дебютував у першій лізі. Дебют Ведрана відбувся 4 листопада 2000 року під час перемоги з рахунком 2:1 проти клубу «Хрватскі Драговоляц». Це була його єдина поява в тому сезоні. У новому сезоні кілька гравців покинули команду, тому Єше став основним гравцем в центрі оборони, і завдяки його хорошій грі «Загреб» виграв свій перший титул чемпіона Хорватії у 2002 році. Наступні два сезони Ведран був гравцем стартового складу, а на початку сезону 2004/05 він зіграв 6 матчів за рідний клуб, після чого перейшов до загребського «Динамо». 
У складі головного гранда Ведрану часом було важко пробитися в основу, а «Динамо» зіграло, мабуть, один із найгірших сезонів в історії, посівши лише 7 місце в лізі. У сезоні 2005/06 Єше після одного матчу за «Динамо» був відразу відданий в оренду іншій місцевій команді «Інтер» (Запрешич). Там він провів 22 матчі, забив 4 голи, а команда посіла останнє місце і вилетіла у другу лігу. Однак, завдяки тому, що Єше зіграв 1 матч за «Динамо» на початку сезону, він частково доклався до здобуття «динамівцями» чемпіонства Хорватії, і це був його другий титул у кар'єрі. 
Влітку 2006 року Єше покинув «Динамо» за 200 тисяч. євро і перейшов до команди швейцарської першої ліги «Тун», але закріпитись там не зумів, тому здавався в оренду ізраїльським клубам «Бней-Єгуда» і «Ашдод».
15 вересня 2009 року Єше підписав контракт з боснійським «Олімпіком» (Сараєво), де провів півтора роки, після чого 31 січня 2011 року підписав контракт з грецьким клубом «Кавала». Втім там хорват заграти не зумів і вже влітку повернувся до Боснії, ставши гравцем клубу «Широкі Брієг». З цією командою у сезоні 2012/13 став володарем національного кубку.
На початку 2014 року підписав контракт з «Задаром», де провів півтора сезони, а завершив ігрову кар'єру у команді третього дивізіону «Приморац» (Біоград), за яку виступав протягом 2015—2021 років. 21 вересня 2021 року, перед матчем 1/8 фіналу Кубка Хорватії проти «Хайдука» (Спліт) оголосив про завершення кар'єри.

## Виступи за збірні
1999 року дебютував у складі юнацької збірної Хорватії (U-17), загалом на юнацькому рівні взяв участь у 18 іграх, відзначившись одним забитим голом.
Протягом 2002—2004 років залучався до складу молодіжної збірної Хорватії, з якою брав участь у молодіжному чемпіонаті Європи 2004 року в Німеччині, де Хорватія посіла останнє місце в групі, набравши лише одне очко. Всього на молодіжному рівні зіграв у 18 офіційних матчах.
На початку 2006 року був включений до заявки національної збірної Хорватії на товариський Кубок Карлсбрга, що проходив у Гонконзі. Там у півфінальній грі 29 січня проти збірної Південної Кореї (0:2) дебютував за збірну. За кілька днів, 1 лютого, він провів другий і останній матч за національну збірну — проти Гонконгу (4:0), посівши з командою третє місце на турнірі. Втім надалі за збірну Єше більше не грав.

## Статистика виступів

### Статистика виступів за збірну
| Дата      | Місто   | Господарі | Результат | Гості          | Турнір           | Голи | Примітки |
| --------- | ------- | --------- | --------- | -------------- | ---------------- | ---- | -------- |
| 29-1-2006 | Гонконг | Хорватія  | 0 – 2     | Південна Корея | товариський матч | -    | 77'      |
| 1-2-2006  | Гонконг | Гонконг   | 0 – 4     | Хорватія       | товариський матч | -    | 88'      |
| Усього    |         | Матчів    | 2         |                | Голів            | 0    |          |

## Титули і досягнення
- Чемпіон Хорватії (1):

«Загреб»: 2001/02
- Володар Кубка Боснії і Герцеговини (1):

«Широкі Брієг»: 2012/13